# Diga di Kalecik (Elazığ)
La diga di Kalecik è una diga della Turchia. Si trova nella provincia di Elâzığ.